# Campeonato Mundial de Natação em Piscina Curta de 2018 - 100 m medley masculino
A prova dos 100 metros nado medley masculino do Campeonato Mundial de Natação em Piscina Curta de 2018 foi disputado entre os dias 13 e 14 de dezembro de 2018, no Hangzhou Sports Park Stadium, em Hangzhou, na China. 

## Recordes
Antes desta competição, os recordes mundiais e do campeonato nesta prova eram os seguintes:
|                       | Nome             | Nacionalidade | Tempo | Local     | Data                   |
| --------------------- | ---------------- | ------------- | ----- | --------- | ---------------------- |
| Recorde mundial       | Vladimir Morozov | Rússia        | 50.26 | Eindhoven | 28 de setembro de 2018 |
| Recorde do campeonato | Markus Deibler   | Alemanha      | 50.66 | Doha      | 7 de dezembro de 2014  |

Os seguintes recordes mundiais ou do campeonato foram estabelecidos durante esta competição: 
| Data           | Evento | Nome               | Nacionalidade | Tempo | Notas                 |
| -------------- | ------ | ------------------ | ------------- | ----- | --------------------- |
| 14 de dezembro | Final  | Kliment Kolesnikov | Rússia        | 50.63 | Recorde do campeonato |

## Medalhistas
| Ouro                     | Prata            | Bronze                  |
| Kliment Kolesnikov (RUS) | Marco Orsi (ITA) | Hiromasa Fujimori (JPN) |

## Resultados

### Eliminatórias
As eliminatórias ocorreram dia 13 de dezembro com um total de 38 nadadores. 
| Colocação | Bateria | Raia | Nadador                  | Nacionalidade    | Tempo   | Notas |
| --------- | ------- | ---- | ------------------------ | ---------------- | ------- | ----- |
| 1         | 4       | 4    | Michael Andrew           | Estados Unidos   | 51.50   | Q     |
| 2         | 2       | 4    | Kliment Kolesnikov       | Rússia           | 51.69   | Q     |
| 3         | 3       | 5    | Marco Orsi               | Itália           | 51.86   | Q     |
| 4         | 4       | 6    | Markus Lie               | Noruega          | 52.12   | Q     |
| 5         | 4       | 5    | Wang Shun                | China            | 52.15   | Q     |
| 6         | 2       | 5    | Caio Pumputis            | Brasil           | 52.31   | Q     |
| 7         | 3       | 4    | Sergey Fesikov           | Rússia           | 52.33   | Q     |
| 8         | 3       | 3    | Hiromasa Fujimori        | Japão            | 52.35   | Q     |
| 9         | 4       | 3    | Kenneth To               | Hong Kong        | 52.38   | Q     |
| 10        | 3       | 7    | Heiko Gigler             | Áustria          | 52.52   | Q     |
| 11        | 4       | 2    | Bernhard Reitshammer     | Áustria          | 52.78   | Q     |
| 12        | 2       | 7    | Alexis Santos            | Portugal         | 53.09   | Q     |
| 13        | 3       | 2    | Simon Sjödin             | Suécia           | 53.31   | Q     |
| 14        | 2       | 3    | Diego Prado              | Brasil           | 53.50   | Q     |
| 15        | 2       | 2    | Jack Gerrard             | Austrália        | 53.51   | Q     |
| 16        | 4       | 7    | Bradlee Ashby            | Nova Zelândia    | 53.64   | Q     |
| 17        | 4       | 1    | Dávid Földházi           | Hungria          | 53.67   |       |
| 18        | 2       | 1    | Ben Hockin               | Paraguai         | 53.82   |       |
| 19        | 2       | 6    | Emmanuel Vanluchene      | Bélgica          | 53.90   |       |
| 20        | 3       | 1    | Diogo Carvalho           | Portugal         | 53.97   |       |
| 21        | 2       | 8    | Ádám Halás               | Eslováquia       | 54.29   |       |
| 22        | 3       | 8    | Raphaël Stacchiotti      | Luxemburgo       | 54.44   |       |
| 23        | 4       | 0    | Omar Pinzón              | Colômbia         | 54.48   |       |
| 24        | 4       | 9    | Kristinn Þórarinsson     | Islândia         | 54.72   |       |
| 25        | 2       | 0    | Huang Yen-hsin           | Taipé Chinesa    | 54.78   |       |
| 26        | 4       | 8    | Andriy Khloptsov         | Ucrânia          | 55.05   |       |
| 27        | 1       | 4    | Andrei Tuomola           | Finlândia        | 55.69   |       |
| 28        | 3       | 9    | Peter John Stevens       | Eslovênia        | 55.76   |       |
| 29        | 2       | 9    | Berk Özkul               | Turquia          | 56.47   |       |
| 30        | 1       | 7    | Patrick Groters          | Aruba            | 56.56   |       |
| 31        | 1       | 3    | Svetlozar Nikolov        | Bulgária         | 56.75   |       |
| 32        | 1       | 8    | José Alberto Quintanilla | Bolívia          | 56.77   |       |
| 33        | 1       | 1    | Filippos Iakovidis       | Chipre           | 58.04   |       |
| 34        | 1       | 6    | Leonard Kalate           | Papua-Nova Guiné | 59.56   |       |
| 35        | 1       | 2    | Duran Alfonso            | Honduras         | 1:01.75 |       |
| 36        | 1       | 5    | Ali Boabbas              | Kuwait           | DSQ     |       |
| 37        | 3       | 0    | Brad Tandy               | África do Sul    | DNS     |       |
| 37        | 3       | 6    | Mitch Larkin             | Austrália        | DNS     |       |

### Semifinal
A semifinal ocorreu dia 13 de dezembro. 
Semifinal 1
| Colocação | Raia | Nadador            | Nacionalidade | Tempo | Notas  |
| --------- | ---- | ------------------ | ------------- | ----- | ------ |
| 1         | 4    | Kliment Kolesnikov | Rússia        | 50.90 | Q, WJR |
| 2         | 6    | Hiromasa Fujimori  | Japão         | 51.50 | Q      |
| 3         | 3    | Caio Pumputis      | Brasil        | 52.15 | Q      |
| 4         | 5    | Markus Lie         | Noruega       | 52.43 |        |
| 5         | 7    | Alexis Santos      | Portugal      | 52.91 |        |
| 6         | 2    | Heiko Gigler       | Áustria       | 52.99 |        |
| 7         | 8    | Bradlee Ashby      | Nova Zelândia | 53.14 |        |
| 8         | 1    | Diego Prado        | Brasil        | 53.34 |        |

Semifinal 2
| Colocação | Raia | Nadador              | Nacionalidade  | Tempo | Notas |
| --------- | ---- | -------------------- | -------------- | ----- | ----- |
| 1         | 5    | Marco Orsi           | Itália         | 51.42 | Q     |
| 2         | 4    | Michael Andrew       | Estados Unidos | 51.44 | Q     |
| 3         | 3    | Wang Shun            | China          | 51.92 | Q     |
| 4         | 6    | Sergey Fesikov       | Rússia         | 52.31 | Q     |
| 5         | 2    | Kenneth To           | Hong Kong      | 52.33 | Q     |
| 6         | 7    | Bernhard Reitshammer | Áustria        | 52.51 |       |
| 7         | 8    | Jack Gerrard         | Austrália      | 52.69 |       |
| 7         | 1    | Simon Sjödin         | Suécia         | 53.02 |       |

### Final
A final foi realizada em 14 de dezembro. 
| Colocação         | Raia | Nadador            | Nacionalidade  | Tempo | Notas |
| ----------------- | ---- | ------------------ | -------------- | ----- | ----- |
| Medalha de ouro   | 4    | Kliment Kolesnikov | Rússia         | 50.63 | , WJR |
| Medalha de prata  | 5    | Marco Orsi         | Itália         | 51.03 |       |
| Medalha de bronze | 6    | Hiromasa Fujimori  | Japão          | 51.53 |       |
| 4                 | 3    | Michael Andrew     | Estados Unidos | 51.58 |       |
| 5                 | 1    | Sergey Fesikov     | Rússia         | 51.63 |       |
| 6                 | 8    | Kenneth To         | Hong Kong      | 51.88 |       |
| 7                 | 2    | Wang Shun          | China          | 51.95 |       |
| 8                 | 7    | Caio Pumputis      | Brasil         | 52.28 |       |

Legenda
| Recorde mundial       | Recorde mundial (World record)               |                       | Recorde africano                      | Recorde africano (African) |                                           | Q | Classificado por posição (Qualified) |
| Recorde do campeonato | Recorde do campeonato (Championship record)  | Recorde da América    | Recorde da América (Americas)         | q                          | Classificado por melhor tempo (Qualified) |   |                                      |
| Melhor marca do ano   | Melhor marca do ano (World leading)          | Recorde asiático      | Recorde asiático (Asian)              | DNS                        | Não largou (Did not start)                |   |                                      |
| Recorde nacional      | Recorde nacional (National record)           | Recorde europeu       | Recorde europeu (European)            | DNF                        | Não terminou (Did not finish)             |   |                                      |
| Recorde pessoal       | Recorde pessoal do atleta (Personal best)    | Recorde da Oceania    | Recorde da Oceania (Oceania)          | DSQ / DQ                   | Desclassificado (Disqualified)            |   |                                      |
| Recorde da temporada  | Recorde da temporada do atleta (Season best) | Recorde sul-americano | Recorde sul-americano (South America) | NM                         | Sem marca (No mark)                       |   |                                      |